# (6444) Ryuzin
(6444) Ryuzin es un asteroide perteneciente al grupo de los asteroides que cruzan la órbita de Marte, descubierto el 20 de noviembre de 1989 por Kenzo Suzuki y el también astrónomo Takeshi Urata desde el Toyota Observatory, Japón.

## Designación y nombre
Designado provisionalmente como 1989 WW. Fue nombrado por Ryuzin, una pequeña ciudad dentro de la ciudad de Toyota, prefectura de Aichi, Japón. El nombre de la ciudad, derivado de palabras japonesas que significan "Dragón" y "Dios", se originó a partir de una antigua creencia de que la gente veía los tornados como dragones.

## Características orbitales
Ryuzin está situado a una distancia media del Sol de 2,229 ua, pudiendo alejarse hasta 2,909 ua y acercarse hasta 1,549 ua. Su excentricidad es 0,305 y la inclinación orbital 6,060 grados. Emplea 1215,55nbsp;días en completar una órbita alrededor del Sol.

## Características físicas
La magnitud absoluta de Ryuzin es 14,35. 